# Двопређно плетење вунених чарапа
Двопређно плетење вунених чарапа је техника израде чарапа од домаће вуне, којом се две нити пређе различите боје преплићу, тако да формирају двобојни орнамент. Израђују се техником плетења вуне на пет игала. Један су од националних симбола Србије и аутентичан предмет књажевачког и тимочког краја. Као део живог културног наслеђа ова техника плетења чарапа је, на иницијативу Завичајног музеја у Књажевцу, уврштена је на листу нематеријалног културног наслеђа Србије.

## Изглед чарапа
У почетку су ове чарапе биле беле (од беле вуне) или смеђе боје (ако је вуна била тамна), а касније је за плетење почела да се користи бојена вуна. Двопређне чарапе су рађене од домаће вуне у две боје, те су због тога и добиле тај назив. За бојење вуне увек се користе традиционалне боје, па се вуна боји на старински начин, природним бојама (на пример ораховина). Од маште плетиља зависи какве ће бити шаре. Обично су то мотиви из природе — птице, цвеће, звезде, а на некима има и геометријских фигура. Њихов раскошни колорит и разноврсност у обликовању орнамената сврставају их у врхунска остварења народне уметности.
Од других вунених чарапа двопређне се разликују по начину плетења, по ком су и добиле име. Плету се од две нити црне и црвене боје које дају основну орнаментику — шару, а јарке природне боје користе се за богате украсе. Чарапе за мушкарце или жене, као и за девојке или децу разликују се по шарама. Најлепше шаре налазе се на видљивим површинама, али су често украшени и остали делови чарапа. Дечије чарапе су плетене меко и без плетених украса, да не нажуље нежну дечију ногу.

## Техника плетења чарапа
Плетиње двопређних чарапа је вештина којом се баве углавном жене. Плету се уз коришћење 5 игала, од врха стопала према пети, а затим се наставља у горњи део — горњиште. Плету се од двобојне вунене пређе, а за плетење једног пара двопређних чарапа потребно је седам радних дана, ако се дневно плете по 10 сати.

## Територијална распрострањеност
Као део живог културног наслеђа, плетење двопређних чарапа очувало се у области Тимока, на подручју општина Књажевац, Зајечар, Сврљиг и Сокобања. Данас у селима има мало сачуваних двопређних чарапа и тек понека жена зна ову технику плетења.

## Очување традиције
Двопређне чарапе су део народне ношње тимочког краја и носиле су се у најсвечанијим приликама, а имале су и практичну примену. Представљале су луксузан предмет, чиниле важан део мираза као и опреме која је пратила покојника.
У Завичајном музеју у Књажевцу се, као стална поставка, чува збирка двопређних чарапа из периода од 18. до 20. века. Највећи број чарапа прикупио је и завештао Музеју, још пре Другог светског рата, брачни пар Видосава и Светозар Поповић, некадашњи учитељи у старопланинским селима. Њихову збирку чини више од 1000 етнографских предмета, међу којима је 308 двопређних вунених чарапа, албум са 240 чарапа нацртаних у природној величини и боји, албум са 734 бојена орнамента, 800 табли са црно-белим орнаментима, рукописном грађом и етнографском картом истраживаних подручја.
Двопређно плетење вунених чарапа уврштено је 2018. године на листу нематеријалног културног наслеђа Србије.